# Lino Mariani
Lino Mariani Mayer (Venezia, 9 maggio 1932) è un giocatore di curling italiano, di Cortina d'Ampezzo, atleta del Curling Club 66 Cortina.
Ha fatto parte della nazionale italiana di curling partecipando a due campionati mondiali di curling: Regina 1973, 10ª posizione e Berna 1974, 9ª posizione.
Mariani è diventato più volte campione d'Italia.
Nel 1966 è tra i fondatori del Curling Club 66 Cortina.
Lino è padre del giocatore di curling olimpionico Marco Mariani.